# Front Unit d'Alliberament de la Vall de Barak
El Front Unit d'Alliberament de la Vall de Barak (United Liberation Front of Barak Valley, ULFBV; abans anomenat Barak Valley Youth Liberation Front, BVYLF) és una organització política i militar de la vall de Barak a Assam (Índia) creada el 2002 per formar un estat nacional de les tribus dels districtes Karimganj i Hailakandi d'Assam. El comandant en cap era Pancharam Reang, del qual el guardaespatlles Dulal Singh Rean fou detingut el 2 de setembre del 2003 al districte de Karbi Anglong d'Assam. Tenia uns 50 homes en armes. És aliat del Consell Nacional Socialista de Nagalim (National Socialist Council of Nagalim-Isak Muivah, NSCN-IM). El 2008 van lliurar les armes.